# Le Ver à soie
Le Ver à soie (titre original : The Silkworm) est un roman policier de Robert Galbraith (nom de plume de la romancière J. K. Rowling), publié en anglais en juin 2014. Les éditions Grasset ont publié le livre en français le 15 octobre 2014.
Leonora Quine, épouse de l'écrivain Owen Quine, engage le détective privé Cormoran Strike à la suite de la disparition de son mari dix jours plus tôt. Avec l'aide de sa secrétaire Robin qui va se muer en apprentie, Cormoran va tout d'abord découvrir le cadavre de l'écrivain, atrocement mutilé, dans un atelier d'artiste que la victime détenait avec un collègue écrivain. Leonora Quine est alors accusée du meurtre de son mari par la police londonienne. Convaincus de son innocence, Cormoran et Robin vont tenter de découvrir le véritable meurtrier.

## Principaux personnages

### La victime
- Owen Quine : romancier âgé de 58 ans[2].

### Les enquêteurs
- Cormoran Strike : 35 ans[3] puis 36 ans[4], détective privé, handicapé (amputé à la jambe droite au niveau du genou), célibataire puis engagé dans une relation sentimentale[5].
- Robin Ellacott : 25 ans, secrétaire de Cormoran Strike, fiancée à Matthew Cunliffe.

### Suspects liés au roman«Bombyx Mori»
- Leonora Quine (« Succube ») : épouse d'Owen Quine.
- Kathryn Kent (« Harpie ») : maîtresse d'Owen Quine.
- Pippa Midgley (« Epicène ») : proche amie de Kathryn Kent.
- Elizabeth Tassel (« La Tique ») : agent littéraire d'Owen Quine.
- Jerry Waldegrave (« Le Coupeur ») : chef de collection au sein de la société Roper-Chard.
- Michael Fancourt (« Vantard ») : écrivain à succès ; jadis ami d'Owen Quine.
- Daniel Chard (« Phallus Impudicus ») : éditeur ; directeur-général de la société Roper-Chard.

### Entourage de Cormoran et de Robin
- Matthew Cunliffe : comptable ; fiancé de Robin Ellacott.
- Charlotte Campbell : ex-petite amie de Cormoran Strike ; riche et au caractère contrasté.
- Lucy : demi-sœur de Cormoran Strike.
- Alexander (« Al ») Rokeby : demi-frère de Cormoran Strike.
- Jonny Rokeby (cité seulement) : père biologique de Cormoran Strike ; célèbre chanteur de rock.
- Nick et Ilsa : amis de longue date de Cormoran Strike. Nick est gastro-entérologue et Ilsa est avocate.

### Autres personnages
- Richard Anstis : inspecteur de Scotland Yard qui aide ponctuellement Strike.
- Orlando Quine : 24 ans, fille handicapée mentale de Leonora et Owen Quine.
- Nina Lascelles : salariée au sein de la société Roper-Chard ; elle a une liaison sentimentale irrégulière avec Strike.
- Joseph (« Joe ») North : écrivain mort 25 ans auparavant du sida ; connaissance d'Owen Quine et de Michael Fancourt.
- Christian Fisher : éditeur indépendant ; connaissance d'Owen Quine et de Michael Fancourt.
- Dominic Culpepper : journaliste travaillant au sein de News of the World, journal de la presse people  ; connaissance de Strike.
- Dave Polworth : amateur de pêche et de plongée ; connaissance de Strike.

## Résumé
Le roman est composé de 50 chapitres de tailles différentes.
Le roman se déroule courant novembre et décembre 2010, essentiellement à Londres et durant une journée dans le Devon.

### Mise en place de l'intrigue
L'action du précédent récent se déroulait en avril. Sept mois après, alors que l'agence de détective de Cormoran Strike est en bien meilleure situation financière et que Robin Ellacott est devenue sa secrétaire régulière à temps plein, Cormoran Strike reçoit la visite de Leonora Quine qui lui demande de procéder à la recherche de son mari Owen, un écrivain à la carrière en dents de scie qui a disparu depuis 10 jours, très exactement depuis le 6 novembre. Elle n'ose pas contacter la police car lors de sa précédente « disparition », Owen se trouvait tout simplement chez sa maîtresse. Mais la durée de l'absence d'Owen la perturbe, et stresse aussi la fille du couple, Orlando, atteinte d'un retard mental congénital. De plus, depuis sa disparition quelqu'un met de la crotte de chien dans sa boîte aux lettres (chapitres 1 à 5).
Cormoran commence donc son enquête en rendant visite à l'éditeur d'Owen Quine, Christian Fisher. L'éditeur lui révèle que la disparition de l'auteur pourrait être en lien avec un roman sulfureux qu'il souhaitait faire publier. Ce roman, ayant pour titre Bombyx Mori, est un roman à clef évoquant son proche entourage. Owen a envoyé le roman chez son agent littéraire, Elizabeth Tassel. La veille de sa « disparition », Quine et Tassel avaient eu une vive altercation dans un restaurant. Puis Tassel avait adressé à Fisher le roman sans l'avoir lu en intégralité. Or le roman est difficilement publiable et l'on risque des procès en diffamation. Plus tard, alors que l'on annonce les fiançailles officielles de William et de Kate, Robin annonce à Cormoran qu'elle-même va épouse Matthew le 8 janvier 2011. Cormoran se rend alors au bureau d'Elizabeth Tassel pour l'interroger (chapitres 6 à 8).
Cormoran a demandé à Robin de contacter des hôtels de luxe pour déterminer si Owen ne s'y serait pas caché, mais sans succès. Il reçoit un faire-part officiel de mariage de Robin et de Matthew, prévu le 8 janvier 2011 à Masham. Cormoran souhaite rencontrer Kathryn Kent, la maitresse d'Owen, mais à la suite d'un malentendu il n'y parvient pas. La consultation du site web officiel de Kathryn Kent montre des « likes » et des messages d'une certaine « Pippa-2011 ». Les relations entre Robin et son fiancé Matthew s'étant tendues (Matthew n'acceptant pas l'activité professionnelle de sa fiancée), Robin organise une rencontre entre les deux hommes. Cette rencontre se déroule sans cordialité : Cormoran arrive avec 45 minutes de retard et Matthew se montre provocateur (chapitres 9 et 10).

### Enquête
Par le journaliste Dominic Culpepper, Cormoran rencontre Nina Lescelles, une employée de la maison d'édition Roper-Chard. Elle lui confirme que Bombyx Mori est un roman à clef évoquant son proche entourage. Elle lui donne l'occasion de croiser, lors d'une soirée d'anniversaire de la maison d'édition, diverses personnes qui travaillent au sein de la société : Jerry Waldegrave (chef de collection au sein de la société Roper-Chard), Michael Fancourt (écrivain à succès et ancien ami d'Owen Quine), Daniel Chard (directeur-général de la société Roper-Chard). Lors de la même soirée, elle lui donne la possibilité de photocopier le roman Bombyx Mori (chapitres 11 à 13).
Cormoran découvre donc le roman. C'est un roman bizarre. L'action est irrationnelle et onirique et met en scène des personnages obsédés par la sexualité, le cannibalisme, la violence, la torture et le viol. Le roman est narré par le personnage principal, « Bombyx », qui subit les attaques de ses proches. Cormoran découvre rapidement l'identité de personnes diffamées dans le roman et affublées de noms injurieux : l'épouse Leonora Quine (« Succube »), la maitresse Kathryn Kent (« Harpie »), l'agent littéraire Elizabeth Tassel (« La Tique »), Jerry Waldegrave (« Le Coupeur »), Michael Fancourt (« Vantard ») ou encore Daniel Chard (« Phallus Impudicus »). Seul le personnage « Epicène » lui demeure inconnu. Cormoran passe la nuit avec Nina (chapitre 14).
Le lendemain, Cormoran invite Nina à venir avec lui à une fête d'anniversaire chez sa demi-soeur Lucy. Un moment de gêne s'installe quand Cormoran se rend compte que Lucy a invité Margueritte, célibataire, dans l'optique de la présenter au détective. On évoque des souvenirs de famille et l'enfance de Cormoran (chapitre 15).
Le jour suivant, Cormoran continue son enquête. Il entend parler d'une maison située dans le quartier d'Hammersmith, au numéro 179 de Talgarth Road (en), jadis appartenant à un écrivain, Joseph (« Joe ») North, qui l'avait légué en tant que maison d'artiste à Owen et à Michael Fancourt, tous deux copropriétaires à égalité. S'étant procuré avec difficulté la clef auprès de Leonora, il s'y rend. IL se rend compte qu'il est suivi par une mystérieuse femme (« une grande fille en noir un peu voûtée »). La femme cesse la filature. Arrivé sans être suivi au 179 Talgarth Road, il y découvre le cadavre d'Owen. Il a été ligoté, torturé, tué, éviscéré. Les lieux ont été entièrement nettoyés à l'acide chlorhydrique. Il n'y a aucune empreinte digitale ni aucune trace d'ADN (chapitre 16).
Coroman a évidemment averti Scotland Yard de la découverte du cadavre. Il est longuement interrogé par l'inspecteur Richard Anstis, à qui il détaille la cause et le déroulement de son enquête. Il refuse de lui indiquer comment il s'est procuré la copie (chapitre 17).
Cormoran finit la lecture de ce roman étrange. Il remarque alors qu'Owen a été tué comme l'était Bombyx, son personnage de fiction. La seule différence est que dans le roman, le héros est dévoré par ses ennemis. Cormoran contacte Anstis et lui fait part de sa découverte ;  il promet de communiquer très rapidement la copie de Bombyx Mori à la police. Robin annonce à son employeur que la mère de Matthew vient d'avoir une attaque cérébrale. La maison des époux Quine est perquisitionnée. La presse est informée de la mort atroce d'Owen et a appris le rôle de Cormoran dans la découverte du cadavre. Cormoran fait la connaissance d'Orlando, la fille handicapée mentale des Quine. Le soir, Cormoran et Robin évoquent l'affaire et en font un résumé. Ils échafaudent des théories et se posent diverses questions (chapitres 18 à 22).
On est le 23 novembre et Cormoran vient d'appendre que son ancienne compagne, Charlotte, va se marier très prochainement le 4 décembre 2010 avec Jago Ross, un ami de collège avec qui elle a renoué après sa rupture avec Cormoran. On est le soir de son anniversaire et il se rend chez sa demi-sœur Lucy. Il n'a pas trop le moral, d'autant plus qu'il ne sait pas comment va évoluer sa relation avec Nina, basée surtout sur le sexe. Cormoran rencontre Anstis pour faire le point sur l'enquête en cours. Cormoran et Robin font une enquête de voisinage près du 179 Talgarth Road (chapitres 23 à 25).
Tandis que la police fouille le jardin des Quine, Daniel Chard propose à Cormoran de venir le rencontrer dans sa maison du Devon, où il est cloué depuis qu’il s'est récemment cassé une jambe. Puis Cormoran a un court entretien avec Jerry Waldegrave, chef de collection au sein de la société Roper-Chard. Puis il déjeune avec Elizabeth Tassel, l'agent littéraire d'Owen, qui lui parle des relations compliquées d'Owen avec elle et avec Fancourt. Jadis amis et bénéficiaires de la maison léguée par Joe North, il s'étaient fâchés irrémédiablement. En effet l'épouse de Fancourt avait fait publier un premier roman, plutôt inintéressant et mal écrit, au sujet duquel Owen avait écrit une parodie hilarante et dévastatrice. La jeune femme s'était suicidée et Fancourt s'était brouillé avec Owen. Dans Bombyx Mori, il est suggéré que ce serait Fancourt qui aurait écrit la parodie (chapitres 26 et 27).
La mère de Matthew décède : Robin est déconcertée, d'autant plus qu'elle doit le lendemain se rendre avec Cormoran dans le Devon pour y rencontrer l'éditeur Daniel Chard. Elle maintient sa volonté d'assister à l'entretien. Le mariage de Robin et de Matthew, fixé à la date du 4 janvier 2011, est reporté à une date ultérieure. Leonora vient d'être placée en garde à vue. La police la soupçonne du meurtre : elle avait eu le motif et l'opportunité de commettre le crime. Au surplus, elle était la fille d'un boucher. Ce vendredi, Cormoran et Robin partent de bon matin pour Tiverton dans le Devon. Après un trajet pénible sous le neige et en présence d'accidents de la circulation, ils arrivent à la résidence secondaire de Daniel Chard. En tête à tête avec Cormoran (Robin étant reléguée aux cuisines), Dard évoque une théorie : Owen avait un complice pour l'écriture du roman, et ce dernier est peut-être l’assassin. Certains détails du romans ne pouvaient en effet pas être connus d'Owen. Chard pense à Jerry Waldegrave, qui au demeurant vient de donner sa démission. Le retour vers Londres est mouvementée. Robin demande à Cormoran de la prendre comme collaboratrice et de lui payer un stage de formation. Cormoran l'écoute sans rien promettre. Robin parvient à quelques minutes près à prendre un train pour York (chapitres 28 à 30).
Le week-end commence. Robin assiste aux cérémonies d'enterrement de sa mère. Elle se dispute de nouveau avec Matthew. La sonnerie du téléphone retentit : c'est Cormoran. Elle l'entend hurler et tomber au sol. Épouvantée, elle réalise qu'elle a assisté en direct à une agression faite à son patron. La femme en noir déjà croisée vient de tenter de le tuer avec un cutter. Il est tombé au sol, elle s'enfuit. Il se rend au domicile de Nina avec qui il a un rendez-vous sentimental (chapitres 31 à 35).
Cormoran a un second entretien avec Jerry Waldegrave, chef de collection au sein de la société Roper-Chard. La conversation tourne autour d'Owen, d'Elizabeth Tassel et de Fancourt, ainsi que des personnages de fiction du roman Bombyx Mori. Il apprend au détective que Daniel Chard est un homosexuel refoulé (d'où le surnom de « Phallus Impudicus » donné dans le roman). En rentrant à l'agence, Cormoran est encore suivi par la femme déjà vue à deux reprises. De nouveau, elle tente de l’agresser avec un cutter et manque encore de le tuer. Cormoran la maîtrise et parvient à l'amener à son bureau. Il interroge « Pippa », un transsexuel qui voulait se venger du fait que Leonora l'avait chargé de retrouver Owen. Pippa Midgley (appelée « Epicène » dans le roman) est une proche amie de Kathryn Kent. Toutes deux, à qui le roman avait été transmis par un inconnu, avaient été bouleversées de découvrir la façon dont on les décrivait de manière ignoble dans le récit (chapitres 36 et 37).
On est le 30 novembre. Cormoran apprend que Michael Fancourt souhaite le rencontrer. Mais Leonora Quine est placée en détention par un juge : des éléments à charge accablants ont été découvert la concernant. La corde et des outils ayant servi au meurtre ont été achetés avec sa carte de crédit six mois auparavant. Cormoran va la voir à la prison et s'entretient avec elle : il évoque les suspects possibles et revient sur divers sujets qui occupent son esprit. Le lendemain, à la suite d'une rencontre avec Alexander, l'un de ses demi-frères, Cormoran a une sorte de flash : « Il tourna et retourna sa théorie, l'envisagea sous différents angles : tout s'enclenchait parfaitement, rien ne dépassait. Ne restait plus qu'à trouver les preuves » (chapitres 38 à 40).
Cormoran a besoin d'une preuve matérielle que la police n'aurait pas. Il se dit qu'il pourrait la trouver dans le grand sac d'Orlando, qui contient ses « trésors » : morceaux de tissus, bouts de papier, têtes de poupées, peluches, etc. Robin et lui vont voir Orlando qui vit chez la voisine depuis l'incarcération de sa mère. Après l'avoir amadouée, ils subtilisent un ruban-encreur servant à la machine à écrire mécanique d'Owen. Puis Cormoran a un nouvel et long entretien avec Fancourt. Le lendemain, il demande à un ami, David Polworth, de lui rendre un service (chapitres 41 à 44).
À l'aide d'un subterfuge, Robin et Cormoran entrent en contact avec Kathryn Kent, la maitresse d'Owen, pas encore rencontrée à ce jour et surnommée « Harpie » dans le roman. Pippa résidant chez elle, la rencontre se fait à quatre. Le principal enseignement de l'entretien est qu'Owen avait parlé de son roman en cours d'écriture aux deux femmes, affirmant qu'elles seraient, dans le roman, présentées comme « de belles âmes perdues » (chapitre 45).

### Dénouement et révélations finales
Avec l’aide de son demi-frère Alexander, il se fait inviter à une soirée au cours de laquelle la maison d'édition Roper-Chard doit honorer les 90 ans de Larry Pinkelman, un écrivain célèbre (chapitres 46 et 47). 
Cormoran a un premier entretien avec Fancourt et lui expose une théorie : se pourrait-il que Bombyx Mori n'ait pas été écrit par Owen, mais par l’assassin, qui aurait prévu de longue date l'assassinat et aurait remplacé le roman d'Owen par le projet de roman qui lui est attribué ? IL pourrait s'agir d'une parodie du style de Quine. Les deux hommes sont rejoints par Elizabeth Tassel. Devant Fancourt éberlué, Cormoran accuse Tassel d'être la meurtrière. Jadis, c'est elle qui écrivit la parodie du roman de la femme de Fancourt, et Owen, qui l’avait découvert, la faisait chanter. Elle avait voulu se venger de lui et régler un compte lié au fait qu'elle était une autrice ratée. Elle avait donc écrit Bombyx Mori, avait fait disparaître le vrai roman d'Owen. Elle avait attiré Owen dans la maison, l'avait ligoté, assassiné, éviscéré, avant de nettoyer les lieux et de donner de fausses pistes à la police pour impliquer Leonora. Après les révélations de Cormoran, elle s'enfuit (chapitre 48). Tassel s'est engouffrée dans un taxi londonien. Elle n'a pas vu qu'il était conduit par Robin, déguisée en artisan-taxi. La meurtrière est emmenée directement à Scotland Yard (chapitre 49).
Le dernier chapitre se déroule une semaine après les événements de cette soirée mouvementée. Leonora a été mise en liberté. Dans le congélateur de Tassel, on a retrouvé des preuves accablantes : des viscères d'Owen et le roman original rédigé par l'écrivain. Cormoran annonce à Robin qu'il va lui payer un stage pour lui donner les bases du métier de détective privé : elle quitte le statut de simple secrétaire pour celui de collaboratrice (chapitre 50).

## Autour du roman

### Titre du roman
Le titre Le Ver à soie est une référence à l'ouvrage censé avoir été écrit par Owen Quine : Bombyx Mori. Or « Bombyx Mori » est le nom scientifique du bombyx du mûrier, nom commun du ver servant à fabriquer la soie.
Au début du chapitre 45 est mise en exergue une citation de John Webster, tirée de sa pièce de théâtre tragique Le Démon blanc (en) (1612) : « N'as-tu point remarqué la plaisanterie du ver à soie ? ».
Au début du chapitre 48 est mise en exergue une citation de Thomas Middleton, tirée de sa pièce de théâtre tragique La Tragédie du vengeur (1606) : « Le ver à soie consacre-t-il son jeune labeur à vous ? Est-ce pour vous qu'il s'étiole en vain ? ».

### Adaptation
Une série télévisée adaptée des romans, C.B. Strike, est réalisée pour BBC One avec Tom Burke dans le rôle du détective Cormoran Strike et Holliday Grainger dans le rôle de Robin.
Les quatrième et cinquième épisodes, composant l'adaptation du roman Le Ver à soie, sont diffusés au Royaume-Uni les 10 septembre 2017 et 10 septembre 2017.

### Les références à Wikipédia
Dans le roman, l'autrice fait deux références à l'encyclopédie en ligne Wikipédia :
- chapitre 22[9] : « J'ai regardé sa fiche sur Wikipédia. Ils disent que son œuvre est basée sur les changements de sexe ou d'orientation sexuelle. » ;
- chapitre 26[10] : « Sur la page Wikipédia de Rokeby, Strike figurait sur la liste de ses enfants. ».